# Crítica al matrimonio
Las críticas al matrimonio son argumentos contra el valor práctico o moral de la institución del matrimonio o formas particulares de matrimonio. Estos han incluido los efectos que tiene el matrimonio en la libertad individual, la igualdad entre los sexos, la relación entre el matrimonio y la violencia, cuestiones filosóficas sobre cuánto control puede tener un gobierno sobre su población, el grado de control que una persona tiene sobre otra, el riesgo financiero cuando se mide en función de la tasa de divorcio, y el cuestionamiento de la necesidad de tener una relación sancionada por el gobierno o las autoridades religiosas.
Las críticas al matrimonio provienen de diversos movimientos culturales, incluidas las ramas del feminismo, el anarquismo, el marxismo, el masculinismo y la teoría queer. Sin embargo, es importante señalar que la oposición al matrimonio va más allá de estos movimientos o ramas y que señalar un motivo exacto por el cual exista dicha oposición es complejo. Algunos opositores del matrimonio pueden ir más allá, como la escritora y activista Andrea Dworkin cuando mencionó que «el matrimonio como institución, se desarrolló a partir de la violación, como práctica».

## Historia

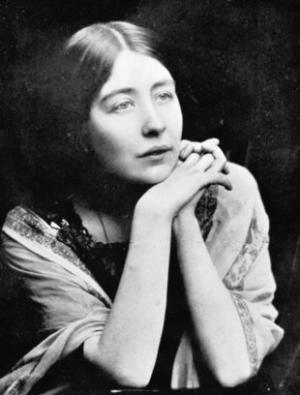
Sylvia Pankhurst (1882-1960), feminista británica, se negó a casarse con el padre de su hijo, creando un escándalo público.

En 380 a. C., Platón criticó el matrimonio en la República. Afirmó que la idea del matrimonio era un «enemigo natural» de la «mancomunidad», que apuntaba a su propia unidad superior.
En la era industrial, varias escritoras notables, incluidas Sarah Fielding, Mary Hays y Mary Wollstonecraft, plantearon que el matrimonio en sus propias sociedades podría caracterizarse como poco más que un estado de «prostitución legal» con mujeres desfavorecidas que los aceptaban porque era su mejor opción de supervivencia. Las sociólogas Naomi Gerstel y Natalia Sarkisian escribieron que el matrimonio también suele desfavorecer a la comunidad, diluyendo los lazos con parientes, vecinos y amigos. The Lonely American: Drifting Apart in the Twenty-First Century] de Jacqueline Olds y Richard S. Schwartz. Según el Bachelor's Argument de Dan Moller, el matrimonio moderno se puede comparar con el acto de «forjar credenciales profesionales». Más del 40 por ciento de ellos fracasan y, por lo tanto, deben evitarse de manera similar a cualquier empresa de alto riesgo.
Los comentaristas a menudo han criticado las prácticas y tradiciones locales individuales, lo que ha llevado a cambios históricos. Los ejemplos incluyen los esfuerzos de la iglesia católica primitiva para eliminar el concubinato y el matrimonio temporal, la aceptación protestante del divorcio y la abolición de las leyes contra los matrimonios interreligiosos y entre razas en los países occidentales.
La decisión de no casarse es una presunta consecuencia de la filosofía de Søren Kierkegaard. Su relación bien documentada con Regine Olsen es un tema de estudio en el existencialismo, ya que canceló su compromiso a pesar del amor mutuo. Kierkegaard parece haber amado a Regine, pero no pudo reconciliar la perspectiva del matrimonio con su vocación de escritor y su cristianismo apasionado e introspectivo.
Un argumento similar se encuentra en la entrada del diario de Franz Kafka titulada Resumen de todos los argumentos a favor y en contra de mi matrimonio:

Debo estar mucho solo. Lo que logré fue solo el resultado de estar solo.

Como pareja de alto perfil, Jean-Paul Sartre y Simone de Beauvoir siempre expresaron su oposición al matrimonio. Brian Sawyer dice: «El matrimonio, entendido existencialmente, propone unir dos yoes libres en un solo título, negando así la libertad, el fundamento completo de cada yo».
En respuesta a la aprobación de la Proposición 22 de California y la controversia actual sobre las uniones entre personas del mismo sexo en los Estados Unidos, un grupo de personas se ha unido para boicotear el matrimonio hasta que todas las personas puedan casarse legalmente. El argumento es que dado que el matrimonio no es una institución inclusiva de la sociedad, los miembros del boicot se niegan a apoyar la institución tal como existe.
En Occidente, la convivencia y los nacimientos fuera del matrimonio son cada vez más comunes. En los Estados Unidos, los comentaristas conservadores y religiosos son muy críticos con esta tendencia. También suelen ser críticos con la ley del matrimonio actual y la facilidad del divorcio. John Witte, Jr., Profesor de Derecho y director del Programa de Derecho y Religión de la Universidad de Emory, sostiene que las actitudes liberales contemporáneas hacia el matrimonio producen una familia que está "unida al azar en la búsqueda común de fines egoístas" exactamente como lo profetizó Nietzsche. En su From Sacrament to Contract, Witte argumenta que el modelo secular y contractualista de matrimonio de John Stuart Mill, desarrollado durante la Ilustración, proporcionó la justificación teórica para la transformación actual de la ley matrimonial angloamericana, promoviendo el "derecho al divorcio" sin reservas a petición del demandante, división única de la propiedad y custodia de los hijos sin tener en cuenta la mala conducta conyugal. Romano Cessario, profesor católico, en una reseña del libro de Witte publicada en la revista ecuménica First Things, sugirió que una solución a la actual crisis del matrimonio en Occidente, podría provenir del posible resurgimiento del matrimonio sacramental entre cristianos, contrarrestando así al  pesimismo de Nietzsche del que hace eco de Witte.

## Críticas culturales

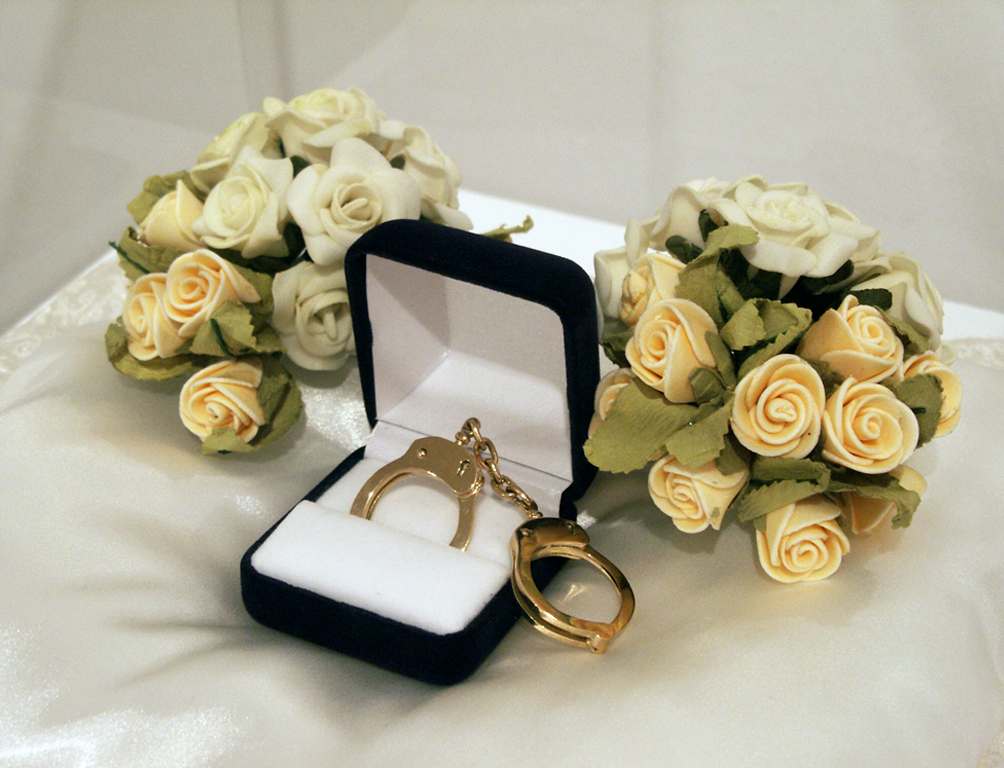
"Esposas de Matrimonio", una escultura de anillo de boda que expresa la crítica de los efectos del matrimonio en la libertad individual. Esposas es un juego de palabras en español, en el que la forma singular de la palabra esposa se refiere a un cónyuge y el plural se refiere a esposas.

### Dominio masculino
Los críticos del matrimonio argumentan que es una institución que contribuye al mantenimiento de los roles tradicionales de género, impidiendo así que las mujeres logren la igualdad social y reforzando la idea de que las mujeres existen para servir a los hombres, lo que a su vez aumenta el abuso de las mujeres. Argumentan que el matrimonio refuerza el paradigma tradicional de la interacción hombre-mujer: la subordinación de la mujer al hombre a cambio de subsistencia. Según Sheila Jeffreys, "los elementos tradicionales del matrimonio no han desaparecido por completo en las sociedades occidentales, incluso en el caso de mujeres profesionales empleadas, con un alto nivel educativo y bien remuneradas". Ella sostiene que incluso esas mujeres permanecen en matrimonios abusivos por temor a irse y fuera del deber. Incluso en los países occidentales, las mujeres casadas "sienten que no tienen más remedio que quedarse y aguantar y que pueden ser 'amorosas por sobrevivir".

### Normalización y discriminación
Algunos comentaristas critican a las autoridades gubernamentales por promover el matrimonio. También critican la imagen romantizada que se da al matrimonio en las películas y novelas románticas. Más del 40% de los libros vendidos en los Estados Unidos eran novelas románticas.
Algunos críticos argumentan que las personas no pueden formarse una imagen objetiva de lo que es el matrimonio si son adoctrinadas desde la primera infancia y creen que el matrimonio es deseable y necesario.
Los críticos del matrimonio sostienen que esta institución representa una forma de discriminación patrocinada por el estado, de manera generalizada contra las personas que no se casan, y de manera particular contra ciertos grupos raciales o étnicos que tienen menos probabilidades de casarse y más probabilidades de tener hijos fuera matrimonio, como los afroestadounidenses, al estigmatizar a esas personas, presentar su estilo de vida como anormal y negarles derechos. Dean Spade y Craig Willse escriben que:

La idea de que las familias casadas y sus hijos son superiores fue y sigue siendo una herramienta clave del racismo contra los negros. Las familias negras han sido retratadas constantemente como patológicas y criminales en la investigación académica y la política social basada en las tasas de matrimonio, el más famoso en el Informe Moynihan.

### Aislamiento social
Una crítica al matrimonio es que puede llevar al aislamiento social de una persona, de quien a menudo se espera que disminuya otras relaciones con amigos, parientes o colegas, para dedicarse plenamente a su cónyuge. Julie Bindel escribe que: «Quizás quienes corren mayor riesgo de terminar solos no son las personas que nunca se casan, sino las personas que arrojan todos sus huevos en una sola canasta. [...] Durante su matrimonio, creyendo como lo hicieron que sólo se necesitaban el uno al otro, ambas partes habrían descuidado las amistades, o de hecho, no hubieran podido cultivar nuevas amistades».

### Simbolismo
Algunos críticos afirman que el matrimonio siempre seguirá siendo una institución simbólica que significa la subordinación de la mujer al hombre. Clare Chambers señala las tradiciones sexistas que rodean el matrimonio y las bodas; ella escribe:

Simbólicamente, la boda blanca afirma que el último sueño y propósito de las mujeres es casarse, y permanece repleta de imágenes sexistas: el vestido blanco que denota la virginidad de la novia (y enfatiza la importancia de su apariencia); el ministro diciéndole al marido «ahora puede besar a la novia» (en lugar de que la novia misma dé permiso, o de hecho inicie o al menos participe igualmente en el acto de besar); la recepción en la que, tradicionalmente, todos los discursos son pronunciados por hombres; la esposa entrega su propio nombre y toma el de su esposo.

La historia del matrimonio en relación con las mujeres lo convierte en una institución que, según algunos críticos, no puede ni debe aceptarse en el siglo XXI; hacerlo significaría trivializar los abusos de los que es responsable. Algunos críticos sostienen que es imposible disociar el matrimonio de su pasado. Clare Chambers sostiene que:

(...) es imposible escapar a la historia de la institución. Su condición de tradición vincula su significado actual con su pasado". Los abusos del matrimonio pasados a veces se representan en documentales. Un documental en Irlanda presentó la historia de mujeres ancianas que describieron sus experiencias con repetidos actos de violación en el matrimonio y el niños nacidos de estas violaciones, durante la época en que la violación conyugal no estaba tipificada como delito, la anticoncepción, el aborto y el divorcio eran todos ilegales, y estaba en vigor la prohibición del matrimonio que restringía el empleo de mujeres casadas fuera del hogar. La violación conyugal en Irlanda se declaró ilegal en 1990, y el divorcio se legalizó en 1996.

### Virginidad
La violencia relacionada con la virginidad femenina se considera un problema. En muchas partes del mundo se espera socialmente que la novia sea virgen; si el marido tiene relaciones sexuales con su esposa después del matrimonio y ella no sangra (es común que una mujer no sangre cuando tiene relaciones sexuales por primera vez), esto puede terminar en violencia extrema, incluido un asesinato por honor.

## Críticas legales

### Dependencia económica
El matrimonio ha sido criticado por su complicidad de la dependencia económica de las esposas de los maridos debido a la división del trabajo por género y porque el trabajo de las mujeres generalmente paga menos que el trabajo de los hombres. Las mujeres tienen más probabilidades de degradar o abandonar sus carreras para ayudar en la crianza de los hijos o cuando su carrera entra en conflicto con la de su esposo. Sin una carrera, las mujeres se vuelven dependientes de los beneficios matrimoniales concedidos legalmente, como el seguro médico del marido, y por tanto dependen cada vez más de su marido. Esta dependencia puede facilitar el abuso porque el matrimonio se vuelve económicamente difícil de abandonar.

### Limitación de la movilidad
En algunas culturas conservadoras, a las mujeres casadas no se les permite salir de casa sin el consentimiento del marido, una prohibición que está respaldada por la propia ley en muchos de estos países, lo que casi no sucede a la inversa. Por ejemplo, en Yemen, las normas sobre el matrimonio establecen que la esposa debe obedecer a su marido y no debe salir de casa sin su permiso.

### Violación conyugal
Históricamente, en muchas culturas se ha utilizado el matrimonio para regular la sexualidad, más que el consentimiento para regularla. Es decir, el sexo fuera del matrimonio estaba prohibido independientemente del consentimiento, mientras que el sexo conyugal era una obligación exigible. Desde mediados del siglo XX en adelante, los cambios en las normas sociales han llevado, entre otras cosas, a la despenalización de las relaciones sexuales no maritales consensuales y a la criminalización de la violación conyugal. Estos cambios no son universales en todo el mundo y en muchos países no se han producido. Una de las preocupaciones sobre el matrimonio es que puede contradecir la noción de autodeterminación sexual, debido a normas culturales, religiosas y, en muchos países, también legales. Por ejemplo, las relaciones sexuales fuera del matrimonio todavía se castigan con la muerte en algunas jurisdicciones. En 2014, el secretario general de Amnistía Internacional declaró que "es increíble que en el siglo XXI algunos países toleren el matrimonio infantil y la violación conyugal, mientras que otros prohíban el aborto, las relaciones sexuales fuera del matrimonio y las relaciones sexuales entre personas del mismo sexo, incluso castigadas con la muerte".
En varios lugares, los hombres casados tienen autoridad sexual sobre sus esposas, en la ley y en la práctica. Ellos deciden cuándo y dónde tener relaciones sexuales, y las esposas no tienen poder para detener las relaciones sexuales no deseadas. En algunos países, la violación conyugal es legal, e incluso cuando es ilegal, rara vez se denuncia o se enjuicia. A menudo, las mujeres casadas tampoco pueden detener los embarazos no deseados porque en varios países no se dispone de métodos anticonceptivos modernos y, en algunos países, las mujeres casadas necesitan permiso legal del marido para utilizar métodos anticonceptivos (e incluso en países donde el consentimiento del marido no se requiere legalmente en la práctica se solicita), y el aborto es ilegal o está restringido, y en algunos países las mujeres casadas necesitan el consentimiento del marido para abortar. Por lo tanto, el matrimonio conduce a una situación que permite no solo las relaciones sexuales forzadas, sino también el embarazo forzado, y en algunos de estos países el embarazo y el parto siguen siendo peligrosos debido a la falta de atención médica adecuada. Los efectos de la violencia sexual dentro del matrimonio se ven agravados por la práctica del matrimonio infantil; en 2013, una niña yemení de 8 años murió a causa de una hemorragia interna tras ser violada por su nuevo esposo de 40 años. Sheila Jeffreys sostiene que la institución misma del matrimonio se basa en la idea de que el sexo heterosexual es un derecho absoluto del hombre y un deber absoluto de la mujer; que los hombres tienen derecho a exigir sexo en sus términos y a coaccionarlo, y que las mujeres no pueden rechazarlo nunca. La falta de oportunidades económicas significa que las esposas no tienen más remedio que «permitir el acceso sexual a sus cuerpos a cambio de la subsistencia».

### Favoritismo en las relaciones
Otro tema es la cuestión de por qué las relaciones que son (o se cree que son) sexuales son favorecidas por la ley con respecto a la protección legal y la promoción, y aquellas que no lo son (o se cree que no lo son) no lo son. Este es especialmente el caso porque las tasas de matrimonio son bastante bajas en muchos países occidentales y el estado ha sido criticado por aceptar otros arreglos de vida que no son relaciones sexuales; y ha habido un aumento de las objeciones a conceptos legales como la consumación o el adulterio que, según los críticos, no pertenecen al derecho moderno. Se argumenta que con respecto a la vida familiar, el estado debería regular los derechos y responsabilidades parentales de los padres, no centrarse en si existe una relación sexual/romántica continua entre los padres.

### Control del Estado
Una crítica al matrimonio es que le da al estado un poder y control indebidos sobre la vida privada de los ciudadanos. Los estatutos que gobiernan el matrimonio son redactados por el estado y no por las parejas que se casan bajo esas leyes. Las leyes pueden, en cualquier momento, ser modificadas por el estado sin el consentimiento (o incluso el conocimiento) de las personas casadas. Los términos derivados de los principios del matrimonio institucionalizado representan los intereses de los gobiernos.
Los críticos del matrimonio argumentan que es una institución basada en el control, la dominación y la posesión, y que intentar ejercer control sobre la vida de otra persona es inmoral y peligroso, y no debe ser alentado por el estado. Claudia Card, profesora de Filosofía en la Universidad de Wisconsin-Madison, escribe que:

Los derechos legales de acceso que tienen los cónyuges casados a las personas, propiedades y vidas del otro hace que sea casi imposible que un cónyuge se defienda (o se defienda a sí mismo), o que esté protegido contra la tortura, la violación, la agresión, el acoso, el caos o asesinato por parte del otro cónyuge... El matrimonio legal, por lo tanto, consigue el apoyo del estado para las condiciones que conducen al asesinato y el caos.

### La violencia contra las mujeres

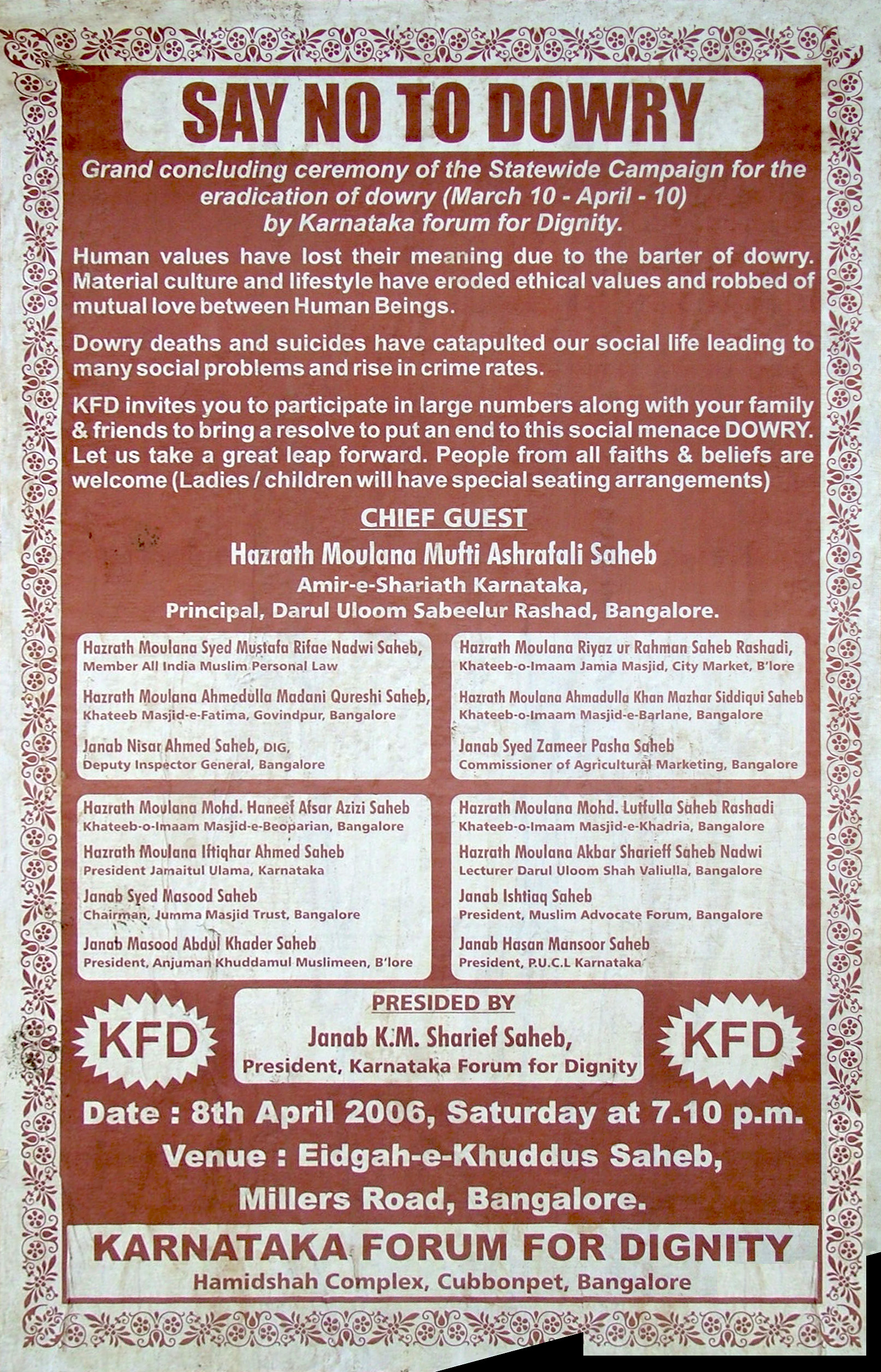
Cartel anti-dote en Bangalore, India. Ver muerte por dote

La Asamblea General de las Naciones Unidas define la «violencia contra la mujer» como cualquier acto de violencia de género que resulte o pueda resultar en daño o sufrimiento físico, sexual o mental a la mujer, incluidas amenazas de tales actos, coacción o privación arbitraria de la libertad, ya sea en la vida pública o privada. La Declaración sobre la eliminación de la violencia contra la mujer de 1993 señaló que esta violencia podría ser perpetrada por agresores de cualquier género, miembros de la familia e incluso el propio «Estado».
Los críticos del matrimonio argumentan que es cómplice del maltrato y la subyugación de las mujeres en todo el mundo. Las preocupaciones comunes planteadas hoy se centran en la salud y el bienestar general de las mujeres, quienes, en algunas partes del mundo, prácticamente no tienen protección legal o en la práctica contra la violencia doméstica dentro del matrimonio. También es casi imposible para las mujeres salir de relaciones abusivas. Los abusos se sustentan en reclamos de posesión y derechos en algunas culturas y el bienestar de las mujeres se ve socavado por un poderoso acto de subordinación. Según Gerstel y Sarkisian, la violencia doméstica, el aislamiento y las tareas del hogar tienden a aumentar para las mujeres que firman contratos matrimoniales. Aquellos con ingresos más bajos obtienen aún menos beneficios de él. Los malos matrimonios, según Gerstel y Sarkisian, dan como resultado niveles más altos de estrés, suicidio, hipertensión, cáncer y una cicatrización más lenta de las heridas en las mujeres.
Quienes se oponen al matrimonio legal sostienen que fomenta la violencia contra la mujer, tanto a través de prácticas llevadas a cabo dentro del matrimonio (como golpes y violaciones dentro del matrimonio, que son legales en algunos países y toleradas en muchos más), como a través de actos relacionados con las costumbres maritales (tales como asesinatos de honor por negarse a los matrimonios concertados, obligar a las víctimas de violación a casarse con su violador, matrimonio por secuestro o ejecuciones por tener relaciones sexuales fuera del matrimonio). En algunas partes del mundo, el estigma extremo que sufren las mujeres que han alcanzado cierta edad y aún no están casadas a menudo las lleva al suicidio. El suicidio también es una respuesta común de las mujeres atrapadas en matrimonios abusivos sin posibilidad de dejar esos matrimonios. Las mujeres que se enfrentan a la perspectiva de un matrimonio forzado pueden suicidarse. La violencia y la trata relacionados con el pago de la dote y el precio de la novia también son problemas. Las muertes por dote ocurren especialmente en Asia del Sur, y el lanzamiento de ácido también es el resultado de disputas relacionadas con conflictos de dote.
En varios países, los hombres casados tienen autoridad sobre sus esposas. Por ejemplo, las regulaciones matrimoniales yemeníes establecen que una esposa debe obedecer a su esposo y no debe salir de casa sin su permiso. En Irak, los maridos tienen el derecho legal de castigar a sus esposas. El código penal establece que no hay delito si se comete un acto mientras se ejerce un derecho legal. Entre los ejemplos de derechos legales se incluyen: "El castigo de la esposa por su esposo, la disciplina por parte de los padres y maestros de los niños bajo su autoridad dentro de ciertos límites prescritos por la ley o la costumbre". En la República Democrática del Congo, el Código de Familia establece que el marido es el cabeza de familia; la esposa le debe obediencia a su esposo; una esposa tiene que vivir con su esposo donde quiera que él elija vivir; y las esposas deben contar con la autorización de sus maridos para llevar un caso ante los tribunales o iniciar otros procedimientos legales.

## Críticas específicas

### Anarquista
La famosa anarquista Emma Goldman escribió que el matrimonio no es un pacto de amor sino un acuerdo económico que restringe las libertades de los hombres y principalmente las libertades de las mujeres. Ella criticó que las mujeres entregaban sus libertades permanentemente por la simple razón de contraer matrimonio, y como la sexualidad y el tener un hijo fuera del matrimonio es mal visto.

### Perspectiva femenina
El matrimonio es el punto central de muchas preocupaciones feministas. Dentro de estas preocupaciones culturales se incluye el hecho que dentro del matrimonio, se espera que la mujer realice la mayoría del trabajo en casa, incluso si tienen carreras afuera del hogar. Otra preocupación, vista desde la perspectiva económica, es que el matrimonio propicia una dependencia económica ya que el trabajo de las mujeres está peor remunerado y se espera que las mujeres degraden sus carreras cuando estas interfieren con el trabajo de su esposo o el trabajo de casa. Sin las finanzas apropiadas las mujeres se vuelven dependientes de los beneficios del esposo, como el seguro de salud.
Algunas mujeres activistas han argumentado por una reforma del matrimonio, mientras que otras han argumentado su abolición por sus tan arraigadas normas culturales sexistas y la estructura legal que promueve.

### Perspectiva masculina
El matrimonio es un tema de preocupación para muchos varones, pues varios de ellos mencionan que el sistema está sesgado a favor de las mujeres, mencionando cómo estas utilizan las leyes a su favor, dejando al hombre en una gran desventaja legal, especialmente en el área de las leyes de divorcio. Asimismo, estudios que indican que una gran cantidad de hombres evitan el matrimonio porque lo ven como una pérdida de libertad e incluso una pérdida con el divorcio.
Esther Vilar menciona en El varón domado, que las mujeres utilizan el matrimonio como una manera de someterlo para hacerlo trabajar para ella y su familia, y que aquellos hombres que deciden la soltería son criticados y marginados por la sociedad:
Si un hombre joven se casa, forma una familia y pasa el resto de su vida trabajando en un trabajo que destruye el alma, se le considera un ejemplo de virtud y responsabilidad. El otro tipo de hombre, que vive sólo para sí mismo, trabaja sólo para sí mismo, hace primero una cosa y luego otra simplemente porque le gusta y porque tiene que conservarse sólo a sí mismo, duerme donde y cuando quiere, y se enfrenta a una mujer cuando la encuentra. ella, en igualdad de condiciones y no como una más entre un millón de esclavas, es rechazada por la sociedad. El hombre libre y sin grilletes no tiene lugar entre ellos.
El historiador Daniel Jiménez en su libro Deshumanizando al Varón niega la idea de que el matrimonio oprima exclusivamente a la mujer, mencionando cómo una mujer es capaz de ejercer poder contra sus maridos, y que más que una opresión, puede tratarse más como una «infantilización del sexo femenino». Además, Jiménez cita algunos textos romanos como la Sátira VI o el poema De coniuge non ducenda, donde se hace una crítica al matrimonio y a la violencia doméstica contra el hombre.

### Marxista
La crítica al matrimonio ha existido desde los primeros textos marxistas. Frederich Engels escribió como los orígenes del matrimonio no vienen propósitos de amor sino de derechos de propiedad privada. El matrimonio monógamo se convirtió en una institución para ser la base de la familia y solidificar un sistema para que la familia pudiera manejar las propiedades privadas y la herencia de la misma. La monogamia propiciaría después la infidelidad y el negocio de la prostitución.
En el libro  El segundo sexo, la autora Simone de Beauvoir argumenta que el matrimonio es una institución enajenante. El hombre se ve atado a mantener a su familia e hijos, la mujer se vuelve dependiente de su esposo, y los hijos se convierten en el objeto de ira y el estrés cuando el matrimonio abruma a los padres. Ella argumenta acerca del matrimonio que "Cualquier institución que adosa a una persona con otra, obligando a la gente a dormir juntos cuando ya no quieren, es una mala institución".

### Teoríaqueer
Dentro de la teoría queer existe una crítica de que la legalización del matrimonio entre personas del mismo sexo simplemente normaliza las normas de género cultivadas y las desigualdades económicas del matrimonio en la comunidad LGBT. También que la normalización del matrimonio deslegitima las relaciones no monógamas que se consideran comunes en la comunidad LGBT.